# Больница (деревня)
Больница — деревня в Красноборском районе Архангельской области. Входит в состав Верхнеуфтюгского сельского поселения.

## География
Находится в юго-восточной части Архангельской области на расстоянии приблизительно 13 км на запад-юго-запад по прямой от административного центра поселения деревни Верхняя Уфтюга на левобережье реки Уфтюга южнее деревни Березонаволок.

## История
На карте 1984 года деревня ещё не была отмечена.

## Население
Численность населения: 1 человек (русские 100 %) в 2002 году, 1 в 2010.